# WASP-12 b 1
WASP-12 b 1 - передбачуваний природний супутник екзопланети WASP-12b. 

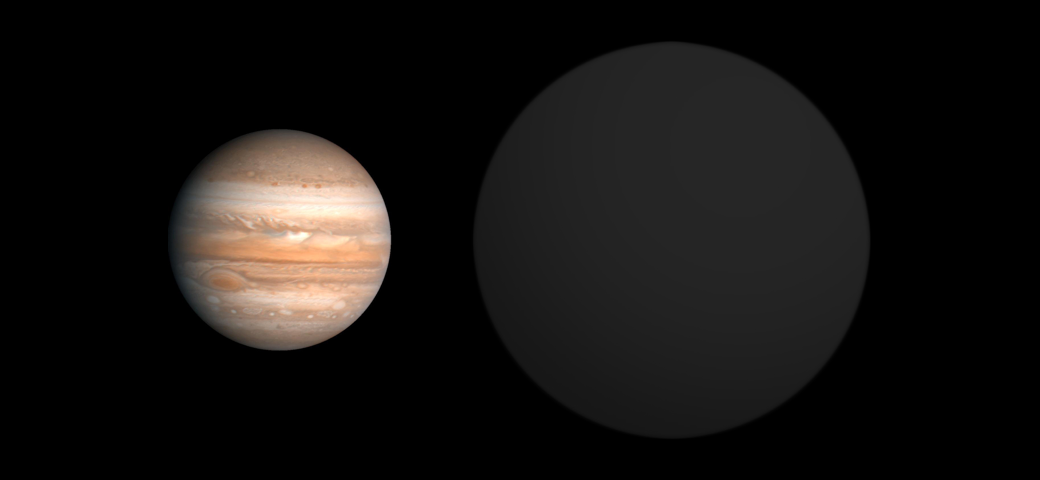
Порівняння WASP-12 b з Юпітером.

6 лютого 2012 російські астрономи з Пулковської обсерваторії в Санкт-Петербурзі оголосили про відкриття першого екзосупутника у планети WASP-12 b. Розрахунки вчених показують, що екзосупутник, якщо він існує, має гігантські розміри - його радіус становить 6,4 радіуса Землі або 0,57 радіуса Юпітера. При цьому сама планета лише втричі більше свого супутника: радіус WASP-12 b становить 1,74 юпітеріанського.. Відстань від екзосупутника до Землі - 870 світлових років (270 парсек).